# MD–40
Az MD–40-es típusú dízelmozdonyok Magyarországon készültek, keskeny nyomtávolságú vasutak számára. A mozdonyok kéttengelyesek, gyárilag négyhengeres Csepel D413-as típusú dízelmotorral szerelték őket.

## Gyártásának előzményei és kezdete
Magyarországon a második világháború előtt az Orenstein & Koppel cég volt a kisvasúti járművek legnagyobb gyártója. Ez a cég Pestszentlőrinc-nyaralón létesített üzemet, ahol kéthengeres dízelmozdonyokat gyártottak MD–2-es típusjellel. A háború után a cég, mivel korábban német tulajdonban volt, magyar-szovjet vegyesvállalat lett. Az üzemet olajipari gépek gyártására állították át, de meghagyva az MD–2-es típusjelet, folytatták a mozdonyok, és mellettük vasúti kocsik gyártását. A kisvasúti anyagok gyártása 1958-ra szűnt meg teljesen, innentől fogva a mozdonyt áttervezve, immár MD–40-es típusjellel gyártotta a Pálfalvai Bányagépgyártó és Javító Vállalat. A mozdony 40 LE-s kivitellel készült, innen az MD–40-es típusjelzés. Bár a mozdony az MD–2-esnél nagyobb teljesítményű, de a motoron kívüli a főbb szerkezeti elemekben csak kisebb különbségek vannak, ugyanakkor külső megjelenésükben az azonos típusú járművek is erősen különbözhetnek.

## A mozdony szerkezeti felépítése

### Főkeret
A főkeret hengerelt szerkezeti idomacélból készült hegesztett kivitelben, merevítésekkel. A keret sarkaira súlyok vannak elhelyezve a jármű nagyobb tapadásának érdekében. Mivel ezek a súlyok alacsonyan vannak elhelyezve, alulra került a jármű súlypontja, így biztonságosan képes közlekedni a rosszabb minőségű pályákon is.

### Vonó- és ütközőkészülékek
A mozdonyokat központi (de nem szabványos) vonó-ütköző készülékekkel szerelték fel, melyek függőleges irányban állíthatók, és a főkeret homloklemezéhez mereven (rugózatlanul) kapcsolódnak.

### Motorház, vezetőállás
A vezetőállás a mozdony „B” végén található, minden irányban jó kilátást biztosít. A mozdonyok készültek zárt és nyitott vezetőállású kivitelben is, de majd mindegyik példányt - akár többször is - átépítették üzemideje alatt. A mozdonyvezető részére préselt lemezülés van a hajtóműre fölszerelve, ahonnan a mozdony kezelőszervei könnyen elérhetők.
A dízelmotor a motor „A” végére szerelt vízhűtő mögé, hosszirányba van beépítve. A motortér vagy géptér burkolata általában oldalról nyitott és magában foglalja a motor mellett annak segédüzemi berendezéseit (adagolószivattyú, önindító, dinamó, és  üzemanyagtartály).

### A motor
Az MD–40-esekbe eredetileg Csepel D413-as típusú, négyütemű, előkamrás dízelmotort építettek.
A motor főbb adatai:
- Hengerek elrendezése, száma: soros, 4 db
- Hengerfurat/löket: 110/140 mm
- Lökettérfogat hengerenként: 1,3 liter
- Fordulatszám: 1500/perc
- Fajlagos tüzelőanyag-fogyasztás: 200 g/LEh

A motor nedves perselyű hengerekkel, különálló, és leszerelhető hengerfejekkel, könnyűfém forgattyúházzal és dugattyúkkal készült. Befecskendező szivattyúja állandó löketű (Bosch rendszerű), porlasztói zártak. Olajozása fogaskerék-szivattyúval, indítása villamos indítómotorral és izzítógyertyákkal történik.
A motor szivattyús vízhűtéssel rendelkezik, amely Csepel 500-as típusú, és úgy van méretezve, hogy hűtési teljesítménye mindkét irányba való haladáskor elegendő. A hűtőhöz ékszíjjal meghajtott ventilátor tartozik.
A tüzelőanyag tartályba 52 órai üzemhez szükséges tüzelőanyag fér.
Ma már csak két darab ilyen motorral rendelkező működőképes mozdony maradt, mindkettő a KEMV szolgálatában áll: a 2244,4102 (P2) illetve a 2244,4107 (P7) pályaszámú mozdonyok rendelkeznek D413-as motorral. A többit átépítették nagyobb teljesítményű Csepel D414-es (80 LE) vagy Csepel D414C (100 LE) típusú motorral.

### Erőátvitel
A mozdony erőátviteli rendszere teljesen mechanikus. A motort és az irányváltóval egybeépített háromfokozatú sebességváltót a lendkerékbe épített tárcsás tengelykapcsoló köti össze. A sebességváltó, és az irányváltó, valamint a hozzá tartozó lánchajtás hasonló az MD–2-es típushoz.
A sebességváltó fokozatai, elérhető sebesség, vonóerő:
- 1. fokozat: 5,4 km/h 1715 kg
- 2. fokozat: 10,8 km/h 860 kg
- 3. fokozat: 16,6 km/h 550 kg

A hajtóműben az erőátvitel dörzsmeghajtású kúpos tengelykapcsoló segítségével van megoldva. A sebességváltó az irányváltóval egy házba van építve. A hajtómű sebességváltó részében a behajtó- és a közvetítőtengely részben egymás fölött található. A behajtótengelyen helyezték el a három sebességnek megfelelő szabadonfutó fogaskereket, és ezeknek a tengelyhez való rögzítését szolgáló kúposkapcsolót. A közvetítő tengelyre van szerelve a három sebességnek ékelt ellenkerekei, és a tengely végén van elhelyezve a kúpkerekes irányváltó, mely egy kis kúpkerékből, és két tányérkerékből áll. A kis kerék az előtéttengely végén kapott elhelyezést, a két tányérkerék pedig a váltótengelyre van gördülő-csapággyal szerelve, és köztük a hornyos tengelyrészen lévő körmös kapcsoló segítségével lehet az egyik, vagy a másik tányérkerékkel kapcsolatba hozni, s ezáltal előre, vagy hátramenetet nyerni. A tányérkerekek tengelyén, mindkét oldalon találhatók az edzett lánckerekek, melyekről a mozdony hátsó tengelye van meghajtva. A hátsó tengelyről ugyancsak lánc segítségével van megoldva az erőátvitel az első tengely számára. A sebességváltás kézikerék forgatásával történik, amely kézikerék karokon és rudazaton keresztül működteti a kúpos kapcsolókat. Az irányváltás egy kar mozgatásával történik. A sebességváltó és irányváltó tengelyei gördülőcsapágyazásúak és minőségi acélból, a fogaskerekek jó minőségű acélból, edzett és köszörült fogakkal készültek.
Az eredeti Orenstein&Koppel hajtóművek alkatrész-ellátási és javítási problémái miatt több mozdony erőátvitelét átépítették. A háromfokozatú sebességváltó helyére a dízelmotorokkal együtt a Csepel teherautókban és a C50 dízelmozdonyokban is ismert, ötfokozatú, tolókerekes sebességváltó ("botváltó") került. Ebben nincsen irányváltó tengelyhajtómű gépegység, ezért ezt a funkciót vagy az eredeti hajtómű részleges meghagyásával vagy önálló fogaskerekes géppel oldották meg.
Előbbi esetben a két gépegység összekapcsolása geometriai problémákat okozott, ezért ezen mozdonyok főkeretét meghosszabbították. Jelenleg két ilyen mozdonyt ismerünk, egyikük a korábban a Nagybörzsönyi Erdei Vasúton, jelenleg pedig a Börzsöny Kisvasúton (Szob- Márianosztra) dolgozó "Csüszöge" (BEV MD40-01), a másik pedig a Kemencei Erdei Múzeumvasúton dolgozó "Pankaszi" (KEMV 2244,4123 aka 9855 8220 003-8).
Az utóbbi eset a műszakilag korrektebb megoldás. Itt a sebességváltó kihajtó tengelyéhez rövid kardántengellyel kapcsolódik az önálló irányváltó tengelyhajtómű. Ennek belső szerkezete, működése és tengelyhajtása megegyezik az eredeti hajtóművel, csak önálló házban kapott helyet. Ezen mozdonyoknál nem volt szükség a főkeret meghosszabbítására. Jelenleg három ilyen mozdonyt ismerünk, ilyen a KEMV-en dolgozó P-7 (2244,4107) és PN-3 (2244,4113), valamint az Oroszlányi Bányamúzeumban kiállított MD–40.

### Tengelyek
Minőségi acélból, bő méretezéssel készültek. Csúszócsapágyazásúak, a csapágyházak ágyvezetékkel vannak ellátva, és a főkeret tekercsrugókon keresztül támaszkodik felső részükre. Az ágyvezetékben cserélhető betétlemezekkel lehet a láncok feszességén állítani. A kerekek griffin rendszerűek, hengeres furattal, ékelve ülnek a tengelyen.
A mozdonyok többféle nyomtávval készültek, a legjellemzőbb a 600 mm. A fennmaradt mozdonyok egy kivételével mind ilyenek, a kakukktojás a már említett szobi MD40-01, mely 760 mm nyomtávú.

### Fék
A mozdony mind a négy kerékre ható, tuskós rendszerű fékkel rendelkezik. A fék a mozdonyvezető bal kezénél elhelyezett kézi emeltyűvel kezelhető, melynek segítségével kis erőfeszítéssel a mozdony tömegének 80%-a fékezhető.
Botváltósra átalakított mozdonyoknál előfordult, hogy a méretbeli különbségek miatt nem maradt hely a mozdonyvezető bal oldalánál a féknek, amely ezért átkerült a jobb oldalra, a sebességváltó kar mellé (KEMV P7, PN3).
Emellett bizonyos terhelési és tapadási viszonyok között a dízelmotor jelentős motorfékje is kihasználható a vonat sebességtartó és lassító fékezésére is.

### Jelzések
A mozdonyokon villamos kürt és kipufogósíp a jellemző hangjelző eszköz. A pálya megvilágítására mozdonyvégenként egy vagy két fényszóró van felszerelve.

## Korábbi üzemük
A mozdonyok közül több a MÁV GV vonalain közlekedett, ezeket GV pályaszámmal is ellátták. Fő profiljuk azonban a külszíni bányák és a mélyművelésű bányák felszíni bányavasútjai, valamint a kisebb erdei vasutak vontatási igényeinek kielégítése volt. Ezen kívül téglagyárakban és különféle ipari üzemekben is szolgáltak.

## Napjainkban

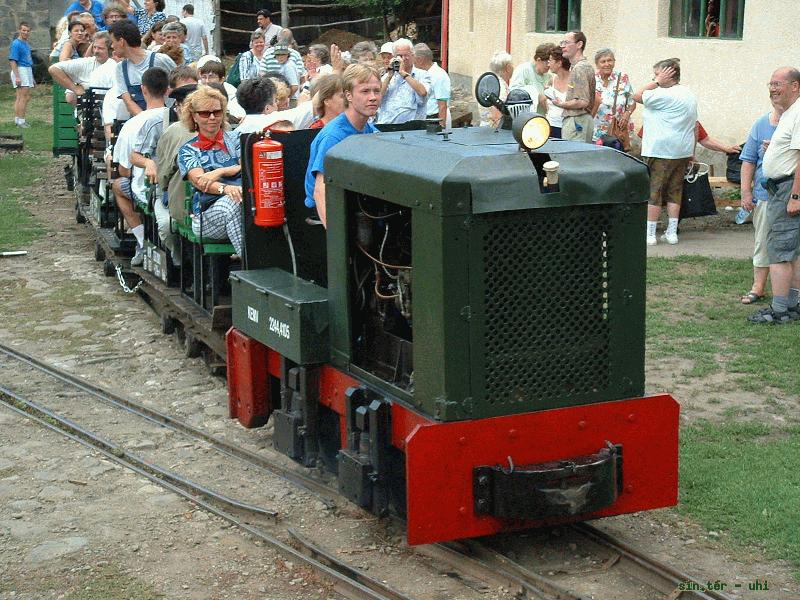
MD–40-es vontatta szerelvény Kemencén a 2003-as Kisvasúti Napon

Manapság tíz darab található belőlük személyszállítást is végző erdei vasútjainkon. Ezek közül nyolc darab Kemencén, egy darab Almamelléken, és egy darab Szobon található. A mozdonyok közül Kemencén hat darab és a szobi mozdony üzemképes, tervbe van véve a többi felújítása is. Az MD–40-es típusú mozdonyokkal vontatják a Kemencei Erdei Múzeumvasút vonatainak legnagyobb részét, ezek az évek során a múzeumvasút jellegzetes mozdonyává váltak.
Több ilyen mozdony található még különféle múzeumokban, gyártelepeken kiállítva, üzemképtelen állapotban. Tatabányán, a bányamúzeumban egy darab, az Oroszlányi Bányamúzeumban egy darab, Osliban, a helytörténeti múzeumban egy darab, Balatonfűzfőn, a Nitrokémiában két darab mozdony van kiállítva. 2008-ig a pankaszi téglagyárban is található volt egy leállított példány, azonban ekkor ezt is a KEMV-re szállították, majd felújítás után üzembe állították.